# 101beonjjae propose
101beonjjae propose (101번째 프러포즈?, lett. "La centunesima proposta di matrimonio"; titolo internazionale The 101st Proposal, conosciuta anche come My Perfect Girl) è una serie televisiva sudcoreana trasmessa su SBS dal 29 maggio al 25 luglio 2006.

## Trama
Park Dal-jae è andato a più incontri al buio a scopo matrimoniale di quanti riesca a contare, ma non è ancora riuscito a trovare moglie, non essendo giovane, bello o ricco. Al centesimo appuntamento, però, trova la ragazza perfetta, l'annunciatrice ventinovenne Han Soo-jung. La morte del suo primo amore, Chan-hyuk, ha condotto la vita di Soo-jung a un punto morto, finché la zia non la spinge ad andare all'appuntamento con Dal-jae, che dice esattamente le stesse parole usate da Chan-hyuk quando chiese a Soo-jung di sposarlo. La donna, però, si infuria quando scopre che suo fratello minore aveva suggerito a Dal-jae le parole da dire e cerca di trattarlo freddamente, ma l'ingenuità e il cuore puro dell'uomo la fanno sorridere. Soo-jung inizia gradualmente ad aprirsi e Dal-jae spera che un giorno lei ricambi i suoi sentimenti, ma un uomo di nome Woo-suk, esattamente uguale a Chan-hyuk, compare nella vita di Soo-jung, mettendo tutto in discussione.

## Personaggi
- Park Dal-jae, interpretato da Lee Moon-sik
- Han Soo-jung, interpretata da Park Sun-young
- Seo Hyun-joon, interpretato da Song Chang-eui
- Jung Woo-suk, interpretato da Jung Sung-hwa
- Park Chang-man, interpretato da Im Hyun-sik
- Park Min-jae, interpretato da Lee Joong-moon
- Han Geum-jung, interpretata da Hong Soo-ah
- Jang Eun-im, interpretata da Choi Ran
- Yeom Sun-ja, interpretata da Kim Hyung-ja
- Noh Jung-soon, interpretata da Jo Eun-sook
- Noh Chae-young, interpretata da Kim Ji-hye
- Oh Yong-pil, interpretato da Jung Kyung-ho